# Pokémon Crystal
Pokémon Crystal Version (ポケットモンスター クリスタル, Poketto Monsutā Kurisutaru, tradução: Monstros de Bolso Crystal, Cristal quando traduzida da grafia inglesa para a portuguesa, Cristal em japonês é 結晶 Kesshō) é um jogo eletrônico de RPG de 2000, desenvolvido pela Game Freak e publicado pela Nintendo para o Game Boy Color. É a versão aprimorada de Pokémon Gold e Silver e é o último jogo da segunda geração da série de jogos eletrônicos Pokémon. É o último jogo Pokémon a ser lançado para o sistema Game Boy Color. Foi lançado no Japão em 14 de dezembro de 2000 e internacionalmente em 2001.
Pokémon Crystal foi lançado mundialmente no Virtual Console do Nintendo 3DS em 26 de janeiro de 2018.

## Jogabilidade
A jogabilidade de Pokémon Crystal é basicamente igual à de Gold e Silver, embora tenha vários novos recursos. É o primeiro jogo Pokémon que permite aos jogadores escolher o sexo de seu personagem, enquanto anteriormente o personagem era sempre masculino. Pela primeira vez, os Pokémon têm sprites animados breves quando entram na batalha; por exemplo, quando um Cyndaquil entra em batalha, as chamas em suas costas piscam. Este recurso estava ausente no Pokémon Ruby e Sapphire e no Pokémon FireRed e LeafGreen, antes de reaparecer no Pokémon Emerald e todos os jogos subsequentes. Além disso, alguns subenredos foram adicionados, um envolvendo o lendário Pokémon Suicune, apresentado na capa do jogo, e o outro envolvendo o Unown. A adição mais significativa do jogo é a Battle Tower, um novo edifício que permite aos jogadores participarem de lutas semelhantes a Pokémon Stadium. A edição japonesa do jogo foi incluída exclusivamente com o Mobile Adapter GB (モバイルアダプタ GB, Mobairu Adaputa Jī Bī), um dispositivo que permitia a conexão com outros jogadores através de um telefone móvel.

## Enredo
O cenário e a história permanecem basicamente os mesmos de Pokémon Gold e Silver. A lendária fera Suicune agora tem um papel mais proeminente no enredo do jogo do que em Pokémon Gold e Silver. Despertar o lendário trio de bestas (Suicune, Entei e Raikou) agora é necessário para desafiar Ecruteak Gym Leader Morty. Suicune é encontrado em vários locais em Johto. Após receber o Clear Bell (Rainbow Wing no Pokémon Gold ou Silver Wing no Pokémon Silver), Suicune aparecerá estacionário na Tin Tower. Mythicalman Eusine é apresentado; seu objetivo de vida é procurar Suicune e ele vai lutar contra o jogador em Cianwood City para ganhar o respeito de Suicune.

## Lançamento
Foi lançado no Japão em 14 de dezembro de 2000, na América do Norte em 29 de julho de 2001 e na Europa em 2 de novembro de 2001. Crystal foi relançado mundialmente através do Virtual Console do Nintendo 3DS em 26 de janeiro de 2018. Uma caixa física com um código de download para o jogo foi lançada no Japão e na Europa.

## Recepção
Pokémon Crystal foi bem recebido pelos críticos, embora muitos comentassem que não havia novas adições e recursos suficientes para diferenciá-lo significativamente do Pokémon Gold e Silver. Craig Harris da IGN afirmou: "A edição (espero) final de Game Boy Color é definitivamente a versão de obter, se você ainda não for um dos dezenove bilhões de proprietários dos jogos anteriores, com pequenas atualizações de Crystal ao design e gráficos. Mas não há muito nesta edição que a torne uma "compra obrigatória" para quem já possui uma ou duas cópias das edições anteriores". Crystal nomeado para GameSpot seu prêmio anual "Melhor Jogo de Game Boy Color", que foi para Oracle of Seasons e Oracle of Ages. A revista australiana Nintendo Gamer deu uma pontuação de análise de 88 em 100 e elogiou as melhorias do jogo de Gold e Silver, incluindo a opção de escolher um treinador Pokémon masculino ou feminino, gráficos aprimorados, batalhas Pokémon mais animadas e melhorias na navegação de localização, afirmando: "O mapa principal e os recursos do jogo permanecem os mesmos, mas existem pequenas diferenças suficientes para torná-lo uma adição valiosa à sua coleção de jogos Pokémon."
Pokémon Crystal foi o segundo jogo Game Boy Color mais vendido no Japão, com 1 871 307 cópias vendidas. Ele vendeu quase 6,4 milhões de unidades em todo o mundo.

## Legado
Um lançamento pirata do Pokémon Crystal chamado Pokémon Vietnamese Crystal, frequentemente abreviado para Vietnamese Crystal, é famoso por seu texto em inglês mal traduzido e por esquisitices de jogo, como palavrões e chamar Pokémon de "elfos".